# マイク・アルバラード
マイク・アルバラード（Mike Alvarado、1980年7月28日 - ）は、アメリカ合衆国のプロボクサー。コロラド州デンバー出身。元WBO世界スーパーライト級王者。

## 来歴
高校時代はレスリングの4Aクラスで2度コロラド州チャンピオンになる。大学へは進学せず働きながらアマチュアボクシングを始める。2003年に全米選手権に出場するが2回戦でラモン・ピーターソンに敗退した。アマチュアボクシングの戦績は26勝5敗であった。
2004年プロデビューし初回KO勝ちした。
2009年、懲役刑で5ヶ月間収監される。出所後ボクシングへ復帰するが家庭内暴力と交通違反で再逮捕されてしまい、執行猶予違反として再び刑務所へ収監される。
2011年5月7日、MGMグランドにてマニー・パッキャオ対シェーン・モズリーの前座で、ガーナ共和国のレイモンド・ナッシュと空位になっていたWBCアメリカ大陸スーパーライト級王座を賭け対戦。ナッシュ有利の予想が多数だったが、両者ともKO率70%以上の強打者対決は序盤から打ち合い、3回に一気にナッシュにダメージを与えて4回開始寸前にナッシュが棄権、TKO勝ちを収め王座獲得成功した。
2011年7月30日、デンバーにある、ソフトボールカウンティアリーナにて、空位のIBFラテンアメリカスーパーライト級王座を賭けガビエル・マルチネスと対戦した。技巧派のマルチネスを強打で崩して終始リード、2人がフルマーク(100-90、100-89)1人は大差(99-90)でアルバラードを支持。ランカー候補を完封し、王座獲得に成功した。
2011年11月12日、マニー・パッキャオ対ファン・マヌエル・マルケスの前座で、IBFラテンアメリカスーパーライト級王座の初防衛戦をMGMグランドで行い、ブレイディス・プレスコット(コロンビア)と対戦した。アルバラードは強打で攻め立てたがプレスコットはタフさを生かして打ち返す展開、最終10回ダメージが溜まったプレスコットからダウンを奪うと試合再開後一気に攻勢を強めたところでレフェリーが試合をストップ。TKO勝ちで初防衛に成功した。
2012年10月13日、 ホーム・デポ・センターテニスコートにて、ノニト・ドネア対西岡利晃の前座で元WBA世界ライト級王者ブランドン・リオスと対戦。WBOラテンアメリカスーパーライト級王座とファン・マヌエル・マルケスが持つWBO世界スーパーライト級王者への挑戦権が懸かった試合だった。試合は開始早々から打ち合いに発展、6回終了時のスコアが0-1と試合は非常に拮抗していた、7回アルバラードが勝負に出たところリオスも攻勢を強め反撃、打ち合いの末7回TKO負けを喫した。自身初黒星と同時にWBOラテンアメリカスーパーライト級王座とマルケスへの挑戦権を逃した。
2013年3月30日、マンダレイ・ベイ・イベント・センターにて、WBO世界スーパーライト級暫定王座決定戦でブランドン・リオスとダイレクトリマッチで対戦し、3-0（115-113、115-113、114-113）の判定勝ちを収め王座獲得に成功した。5ヵ月ぶりの再戦で雪辱を果たすと共にリオスにプロ初黒星を付けた。
2013年10月12日、WBO世界スーパーライト級正規王者ファン・マヌエル・マルケスがティモシー・ブラッドリーに敗れ王座を剥奪された為、アルバラードがWBO世界スーパーライト級正規王者に昇格した。
2013年10月19日、デンバーのファーストバンク・センターでルスラン・プロボドニコフとWBO世界スーパーライト級王座の初防衛戦。アルバラードは1度目の計量を141ポンドで失敗、2度目の計量を140ポンドでパスした。試合はアルバラードが8ラウンドに2度ダウンをするなどしてダメージが蓄積、10ラウンド終了時には足取りがおぼつかづ帰るコーナーを間違えてしまう、これを見ていたレフリーはアルバラードのコーナーへ行きアルバラードに「大丈夫か？」「試合を続けたいか？」と尋ねるがそれぞれの問いにアルバラードが「ノー」と答えたため、レフェリーが試合をストップした。10回終了TKO負けで初防衛に失敗し王座から陥落した。アルバラードが試合を途中棄権したことにファンから腰抜け、簡単に諦めやがってなどの批判があがったが、アルバラードは「受けたダメージは永久に残りえる、だからこれ以上は痛めつけられる価値は無いと思った。俺には多くの勇気があり腰抜けなんかじゃない」と批判をかわした。
2014年5月17日、カリフォルニア州イングルウッドのグレート・ウェスタン・フォーラムで元世界4階級制覇王者ファン・マヌエル・マルケスと143ポンドのキャッチウェイトで対戦、8回にダウンを奪われ9回にダウンを奪え返すが0-3（109-117×2、108-119）の大差判定負けを喫し2連敗となった。
試合の約3週間前の2015年1月3日、交通違反取締り中の警官が、車の助手席に乗車していたアルバラードがグローブボックスに急いで何かを隠したのを見つけ、車を停車させ確認したところ拳銃を発見。過去に重罪を犯した事のあるアルバラードは拳銃の所持を許されていなかったため、拳銃不法所持で逮捕されるが、保釈金41,500ドルを支払い保釈された。またこの時に2013年10月にも同じ拳銃不法所持で逮捕されていた事が発覚した。
2015年1月12日、拳銃不法所持の容疑で起訴される。
2015年1月24日、コロラド州ブルームフィールドでブランドン・リオスと3度目の対戦をするが、初回から一方的に殴られる展開となり、3ラウンド終了後にコーナーでリングドクターが示した指の本数を数えられなかった事でレフェリーストップ負けを喫した。
2018年4月21日、T-モバイル・アリーナにて、ESPN初のペイ・パー・ビュー放送として開催予定だったテレンス・クロフォードvsジェフ・ホーンの前座で元世界6階級制覇王者のマニー・パッキャオと対戦する予定だったが、パッキャオが準備期間が足りないと欠場を発表した為、試合出場はならなかった。
2019年4月12日、ステイプルズ・センターでアーノルド・バルボサ・ジュニアと対戦し、3回KO負けを喫した。
2023年4月7日、ベアナックル・ボクシングの団体Bare Knuckle Fighting Championshipと契約したことが発表された。
2023年4月29日、Bare Knuckle Fighting Championshipでデビュー戦を行い、総合格闘家のジェームス・ブラウンと対戦し、2回KO負けを喫した。

## 獲得タイトル
- WBCアメリカ大陸スーパーライト級王座
- IBFラテンアメリカスーパーライト級王座
- WBO世界スーパーライト級暫定王座（防衛0）
- WBO世界スーパーライト級王座（防衛0）